# アビゲイル (バンド)
アビゲイル (Abigail) は、1992年に日本の東京で結成されたブラックメタルバンド。Bathory、Venom、Sodom、Bulldozer、Hellhammerといった初期スラッシュメタルバンドの影響を受けている。日本のブラックメタルバンドとしてはかなり早い時期に活動を開始したバンドである。現在でも国内外の数多のバンドとスプリットを出す等、精力的に活動している。アメリカのポルノ雑誌や北野武のヤクザ映画などからインスピレーションを得ている。

## 略歴
1992年1月、Yasuyuki(Ba,Vo)、Youhei(Dr)、Yasunori(G）によって結成。同年7月、ファーストデモ”Abigail Demo＃1’92”が発売され、8月にはSighと初ライブを行った。
1993年の2月、Youhei、Yasunoriが脱退。同年3月にはリハーサルデモ”Blasphemy Night”を発表した。8月にはYasuyuki一人だけで”Descending from a Blackened Sky”のレコーディングを行う。本音源はオランダのH.S.B.recordsより500枚限定で発売された。
1995年の2月になると、オリジナルメンバーであるYouheiとYasunoriが復帰する。
1996年、1stアルバムIntercourse & Lustをリリース。
2003年、2ndアルバムForever Street Metal Bitchをリリース。
2004年、Jero(G)が参加。
2004年、3rdアルバムFucking Louder than Hellをリリース。
2005年、4thアルバムUltimate Unholy Deathをリリース。
2006年、タイはバンコクでのメタルフェスGod Beheading Live Ritualに出演。共演はSURRENDER OF DIVINITY、MASOCHIST他。
2007年5月、フィンランドツアーを敢行、全7カ所。共演はKUOLEMA, HORNA, STENCH OF DECAY, SOLITAIRE、他。
2009年、5thアルバムSweet Baby Metal Slutをリリース。
2009年6月、台湾ライヴを行う。
2009年10月、ドイツ・ベルリンで行われたNuclear War Now!フェスティバルに出演。BLASPHEMOPHAGHER、REVENGE、ARES KINGDOM、HELLIAS、VILLAINS、MORBOSIDAD、EMBRACE OF THRONE、IGNIVOMOUS、TERRORAMA、MIDNIGHT等が参加。
2010年、アメリカのMINDNIGHTと日本ツアーを行う。
同年秋、２回目のタイライヴを敢行。フランスのメタルレーベルLegion Of Death主催、バングラデシュ、コロンボ共和国、スリランカ、インド、タイ等、アジア諸国よりブラックメタル、デスメタルバンドが集結した。
2011年、バングラデシュ＆インドツアーを敢行。このライヴはバングラデシュ史上初となる海外からのへヴィメタルバンドのライヴとなった。
2012年、ベルリンで開催されたNuclear War Now festival Vol.3に参加。BLASPHEMY,ROTTING CHRIST, SABBAT, ANATOMIA,REVENGE,BLACK WITCHERY等が参加。
2013年、メリーランド・デスフェストに出演し、多くの著名バンドとの共演を果たした。Maryland Deathfest（BOLT THROWER、DEIPHAGO、VENOM、SLEEP、DOWN、MANILLA ROAD、REPULTION、CARCASS、SACRED REICH、THE MELVIN、PENTAGRAM等が参加）、Chaos In Tejas(INFEST、MANILLA ROAD、BOLT THROWER、THE DAMNED、ABSU、SPEEDWOLF、ROTTEN SOUND等出演)に参加。同時にROTTEN SOUND、SPEEDWOLFらとアメリカツアーを敢行。
2014年、TANKARDとオーストラリアツアーを敢行。
2015年、アメリカはサンフランシスコにてNuclear War Now!レコードのベネフィットライヴを敢行。ラジオ出演を果たしスタジオにて生放送を行った。
2016年２月、ノルウェー＆オランダライヴを敢行。With BLOOD STUNAMI(EMPERORのＤｒ、Mephistoの新バンド)
オランダにてNetherlands Deathfestに出演。With RAZOR, AUTOPSY、ASPHYX、REVENGE、COFFINS、BLASPHEMＹ，THANATOS etc
同年7月、アメリカはシカゴにて開催されたMetal Threat festに参加。共演はBULLDOZER、DESTROYER 666、EXCITER, AT WAR, RAZOR,　DESTRUCTOR, BLACK DEATH,SAVAGE MASTER,MIDNIGHT etc
同年秋、フランスにて開催されたFALL OF SUMMER festに参加。共演はRIOT、TANKARD、NIHELFEIM、EXCITER、GOBLIN、ADX、MANILLA ROAD、PARADISE LOST、WHIPLASH、GRIM REAPER etc
2017年、最新アルバム『The Final Damnation』をアメリカのNuclear War Now! Prodctionよりリリース。
2017年、南米ツアーを行う。
2017年8月、マレーシアのメタルフェスKL Metalcampにヘッドライナーで出演。
2017年9月、中国のメタルフェスThrash Till Deathにヘッドライナーで出演。
2018年9月、カナダツアーを行う(With WARSENAL)。

## メンバー

### 現在のメンバー
- Yasuyuki Suzuki(Vo/Gt/Ba)

Sighにライブメンバーとして参加していた。別プロジェクトのBARBATOS、TIGER JUNKIESでも活動中。
- Youhei(Dr)
- Jero(G)

GORGON、BARBATOS Japan team、METALUCIFER Japan team, MAGNESIUM, Stealwing, ASBESTOSでも活動中。

### 元メンバー
- Yasunori(Gt)
- Asuka(Gt) (2002-2003)

## ディスコグラフィー

### スタジオアルバム
- Intercourse & Lust （1996年）
- Forever Street Metal Bitch（2003年）
- Fucking Louder than Hell （2004年）
- Ultimate Unholy Death （2005年）
- Sweet Baby Metal Slut （2009年）
- The Final Damnation(2017年)

### ライヴアルバム
- The Gig of Wrath （2003年）
- Diabolical Nights of Infernal Desecration （2003年）
- Possession Demoniaca （2005年）
- Alive... in Italy （2005年）
- Alive... in Thailand （2006年）
- Alive... in USA （2006年）
- Alive... in Singapore （2008年）
- Alive... in Tokyo （2008年）
- Kamikaze Metal Attack Over Finland (DVD) （2008年）
- Alive... in Nagoya （2008年）

### コンピレーションアルバム
- Abigail Loves Ilona, as She Is the Very Best （2005年）
- The Early Black Years （2007年）
- The Lord of Satan （2011年）

### EP/シングル
- Descending from a Blackend Sky （1993年）
- Confound Eternal （1996年）
- Welcome All Hell Fuckers （2001年）
- Eastern Force of Evil （2005年）
- Abigail’s Tribute to NME （2007年）

## 外部サイト
- Official website
- Abigail - Encyclopaedia Metallum: The Metal Archives
- Abigail - Allmusic